# Ilmar Taska

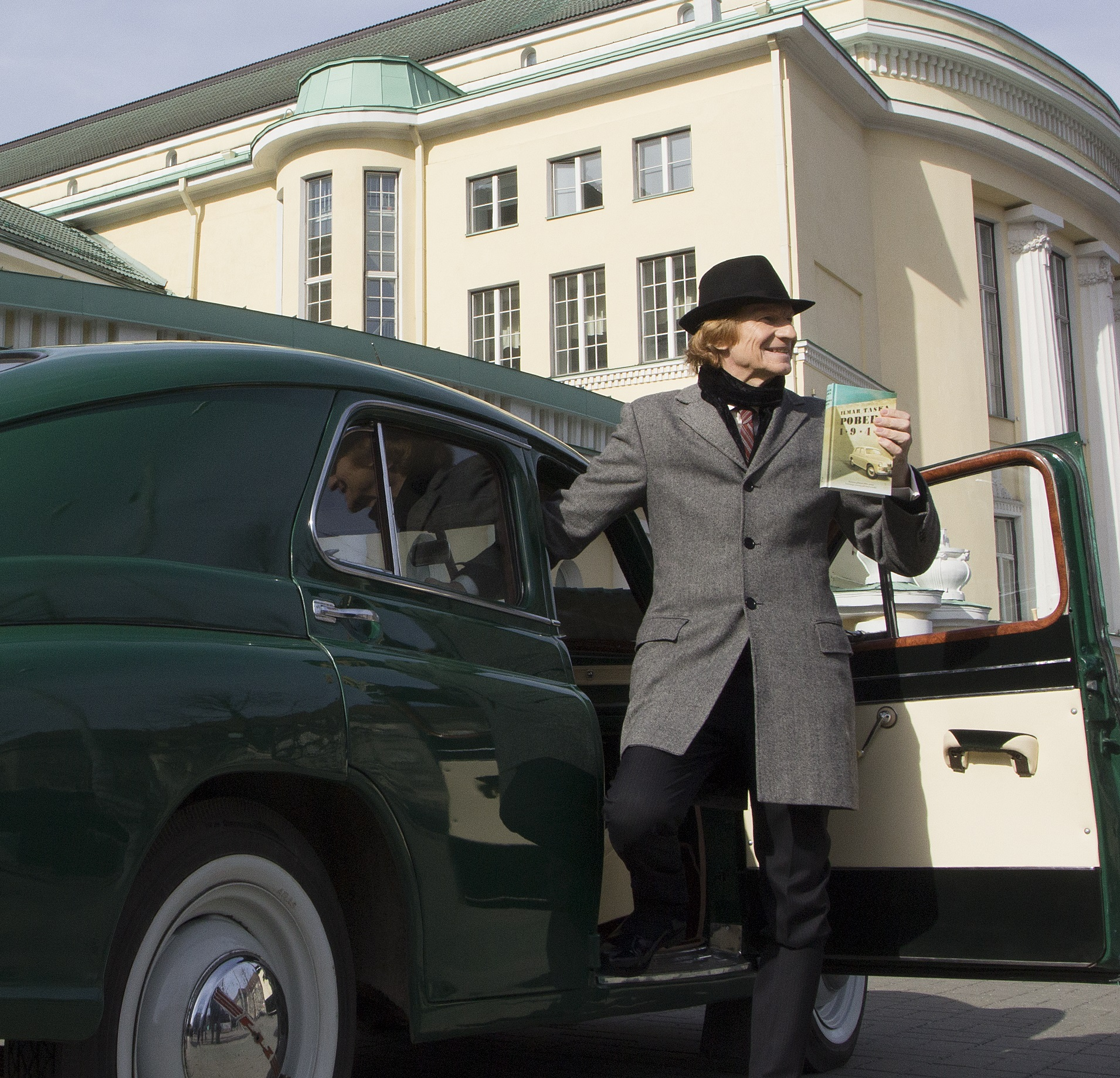
Ilmar Taska mit seinem Roman Pobeda 1946 neben einem Pobeda

Ilmar Taska (* 21. Mai 1953 in Kirow, Russland) ist ein estnischer Filmregisseur, Produzent, Drehbuchautor und Schriftsteller.

## Leben
Ilmar Taska machte 1971 in Tallinn Abitur und studierte danach an der Moskauer Filmhochschule, wo er 1976 den Abschluss in Filmwissenschaft machte. Anschließend arbeitete er zwei Jahre bei Tallinnfilm, bevor er 1978 nach der Eheschließung mit einer Schwedin die Estnische SSR verließ und nach Schweden emigrierte. Dort war Taska als Schauspieler und Regisseur tätig. 1985 ging er mit einem Stipendium in die USA, wo er als Drehbuchschreiber und Produzent, unter anderem auch in Hollywood, arbeitete.
Ilmar Taska ist Mitglied des Estnischen Schriftstellerverbandes.

## Literarisches Werk
Anfang des 21. Jahrhunderts debütierte Taska mit Kurzprosa. Nach dem Erfolg seiner Kurzgeschichte „Pobeda“ entschloss er sich zum gleichen Thema einen Roman zu verfassen und publizierte 2016 den Roman Pobeda 1946. Der Titel verweist auf den 1946 auf den Markt gebrachten sowjetischen GAZ-M20 Pobeda (russisch победа, russisch für Sieg) und wirkt somit symbolisch, weil er die sowjetische Fremdbestimmung in Estland zum Ausdruck bringt. Der Roman behandelt die Etablierung der Sowjetmacht und des geheimdienstlichen Terrorregimes von Angst und Misstrauen aus der Perspektive eines kleinen Jungen. Er muss 1946 erleben, wie sein Vater verschwindet, während seine Mutter vom Geheimdienst bedrängt wird und seine Tante, vor dem Krieg eine gefeierte Sängerin im Estonia-Theater, durch den Eisernen Vorhang mittlerweile von ihrem Geliebten, einem Londoner BBC-Journalisten, getrennt ist. Das Buch wurde von der Kritik sehr gelobt, u. a. weil es „gut seine aufklärerische, einem Geschichtsbuch ähnliche Aufgabe erfüllt, besonders für die jüngere Generation, und Ilmar Taska saust mit seinem „Pobeda“ nachdrücklich in die estnische Literaturgeschichte.“

## Auszeichnungen
- 2014 Literaturpreis der Zeitschrift Looming

## Bibliografie
- Parem kui elu ('Besser als das Leben'). Tallinn: Hea Lugu 2011. 228 S.
- Pobeda 1946. Tallinn: Varrak 2016. 306 S.
- Elüüsiumi kutse. Tallinn: Varrak 2021. 360 S.

## Übersetzungen
- Dänisch: Pobeda 1946 (Birgita Bonde Hansen). Kopenhagen: Jensen & Dalgaard 2018. 310 S.
- Deutsch: Pobeda 1946. Aus dem Estnischen von Cornelius Hasselblatt. Zürich: Kommode Verlag 2017. 297 S.
- Englisch: Pobeda 1946. A Car Called Victory. Transl. by Christopher Moseley. London: Norvik Press 2018. 246 S.
- Finnisch: Pobeda 1946. Suomentanut Jouko Vanhanen. Helsinki: WSOY 2017. 315 S. Die finnischen Kritiken waren sehr lobend und zogen teilweise den Vergleich zu Sofi Oksanen.[3]
- Lettisch: Pobeda 1946 (Lelde Rozite). Riga: Jumava SIA 2019. 247 S.
- Litauisch: Pobeda 1946 (Danutė Sirijos Giraitė). Vilnius: Homo liber 2017. 286 S.
- Niederländisch: Pobeda 1946 (Frans van Nes). Groningen: Nobelman 2020. 293 S.
  - De lokroep van Elysium (Frans van Nes). Groningen: Nobelman 2023. 315 S.
- Schwedisch: Skönare än livet (Parem kui elu). Malmö: Soleka 2014. 109 S.
  - Mannen i bilen. (Pobeda 1946; Heidi Granqvist). Lund: Historiska Media 2020. 306 S.
- Ungarisch: Pobjeda 1946. (Béla Jávorszky). Budapest: Magyar Napló Kiadó 2019. 257 S.

## Filmografie
- 1983–1986 Naabermaa Eesti Fernsehserie und Dokumentarfilm über Paul Wunderlich.
- 1992 Back in the U.S.S.R., (Regie Deran Sarafian), Produzent und Koautor.
- 1993 Candles in the Dark, (Regie Maximilian Schell), Produzent.
- 1999 Out of the Cold (Regie Alexander Buravsky), Koproduzent.
- 2004 Heute nacht schlafen wir nicht, Regisseur, Koautor des Drehbuchs war Jaan Tätte.
- 2009 Flügel der Angst, Regisseur und einer der Produzenten.